# Dorothea Oehme
Dorothea Oehme (* um 1956) ist eine deutsche Germanistin, Verlegerin und Lektorin.

## Leben und Wirken
Dorothea Oehme studierte Germanistik. 1979 wurde sie die Herausgeberin der Lyrikreihe Poesiealbum im Verlag Volk und Welt in Berlin, als Nachfolgerin von Richard Pietraß.
1990 gründete Dorothea Oehme die Unabhängige Verlagsbuchhandlung Ackerstraße in Berlin mit Matthias Oehme. Dort gab sie die Reihe Lyric’s Corner nach dem gleichen Vorbild heraus.
Danach wurde sie Cheflektorin im Eulenspiegel-Verlag, den ihr Mann 1993 gekauft hatte, später auch im Verlag Das Neue Berlin. Die Eulenspiegel Verlagsgruppe meldete 2014, 2017 und 2024 Insolvenz an, die Verlagsgruppe konnte aber weiter von Matthias Oehme geleitet werden. Bei jeder Insolvenz entstanden Gläubigern, darunter Mitarbeitern, Autoren und anderen Rechteinhabern wie auch Sozialversicherungsträgern hohe Verluste.

## Publikationen (Auswahl)
Dorothea Oehme verantwortete die Herausgabe der Hefte 149 bis 275 des Poesiealbums, mit der Auswahl von Texten von bekannten Autoren wie Eva Strittmatter, Martin Luther, Rainer Maria Rilke, Wladimir Wysozki, Bob Dylan, Charles Bukowski, sowie junger DDR-Schriftsteller wie Kathrin Schmidt und Hans-Eckardt Wenzel, einige davon mit ersten Veröffentlichungen in der DDR. Dazu veröffentlichte sie 1990 die Sammlung Bierdurst. Letzte Gedichte aus der DDR.